# Sidi Isa
Sidi Isa a. Sidi Ajsa (arab. سيدي عيسى, fr. Sidi Aïssa) – miasto i gmina w Algierii, w prowincji Al-Masila. W 2008 liczyło 72 062 mieszkańców.
Klimat kontynentalny, mroźne zimy i gorące lata, ale łagodniejszy niż w Al-Masila. Gospodarka miasta oparta jest na rolnictwie i handlu, a zwłaszcza na hodowli owiec.